# Hackensack (fiume)
L'Hackensack  è un fiume degli Stati Uniti d'America, lungo circa 70 chilometri. Nasce nel New Jersey e sfocia nella Baia di Newark, dopo aver ricevuto le acque di alcuni affluenti.